# Typosyllis remanei
Typosyllis remanei är en ringmaskart som beskrevs av Hartmann-Schröder 1960. Typosyllis remanei ingår i släktet Typosyllis och familjen Syllidae. Inga underarter finns listade i Catalogue of Life.